# Familia del hierro
La familia del hierro se compone de todos los integrantes del Grupo 8 de la tabla periódica (antiguamente VIII B):
- Hierro (Fe)
- Rutenio (Ru)
- Osmio (Os)
- Hassio (Hs)

Todos los elementos de este grupo tienen comportamientos físico-químicos representativos del nombre que los representa.
En este caso es el hierro.
Además este tipo de materiales son muy buenos para hacer lo que se denomina experimentos con rocas y toda clase de objetos que sean muy sólidos.
- Datos: Q5855797